# Carl Friedrich Hergenhahn
Carl Friedrich Hergenhahn (* 8. Juli 1793 in Wiesbaden; † 21. August 1868 ebenda) war ein nassauischer Generalleutnant.

## Leben
Carl Friedrich Hergenhahns Eltern waren der nassauische Amtmann im Amt Usingen und Justizrat Johann Carl Salomon Hergenhahn (* 17. August 1762 in Usingen; † 28. März 1806 ebenda) und dessen Ehefrau Christiane, geborene Vigelius (1768–1805), eine Tochter des nassauischen Regierungspräsidenten Ludwig Wilhelm Konrad Vigelius und der Marie Christiane Thilemann. Sein jüngerer Bruder August Hergenhahn (1804–1874) war ein bedeutender nassauischer Politiker und Beamter. Seine Schwester Christiane Caroline (1790–1857), eine bekannte Pädagogin in Frankfurt am Main, war mit dem Publizisten August Brecht († 1861) verheiratet.
Carl Friedrich Hergenhahn trat am 15. Dezember 1810 als Kadett in das 2. Infanterieregiment der Herzoglich Nassauischen Armee ein. 1812 nahm er mit seiner Einheit am französischen Feldzug in Spanien teil. Am 10. April 1813 wurde er zum Leutnant befördert. Hergenhahn kämpfte in den Befreiungskriegen und geriet am 21. Dezember 1813 in französische Kriegsgefangenschaft. Am 31. August 1814 wurde er Oberleutnant. Er nahm an der Schlacht von Waterloo teil und wurde dort verwundet. Am 19. März 1820 wurde er Hauptmann des 1. Infanterieregiments.
1830 wurde Hergehnahn in den Generalstab versetzt und am 1. April 1840 zum Major befördert. Am 30. Juli 1948 wurde er Oberstleutnant und am 19. April 1841 Oberst und Kommandeur der 1. Infanterie-Abteilung mit Garnison in Weilburg. Am 6. März 1855 erhielt er die Ernennung zum Generalmajor und die Aufgabe als Chef des Kriegsdepartements. Von 1854 bis 1862 war er Mitglied des nassauischen Staatsrats. 1862 wurde Hergenhahn mit dem Charakter eines Generalleutnant pensioniert.
1865 war er einer der Initiatoren der Aufstellung des Wiesbadener Waterloo-Denkmals. Er ist auf dem alten Friedhof in Wiesbaden begraben. Sein Grab besteht nicht mehr. Er blieb sein Leben lang unverheiratet.

## Schriften
Er schrieb das Werk Der Antheil der Herzoglich Nassauischen Truppen am spanischen Kriege von 1808 bis 1814, Wiesbaden 1840.

## Auszeichnungen
- Großkreuz des Militär- und Zivildienst-Ordens Adolphs von Nassau
- Nassauische Waterloo-Medaille
- Nassauisches Dienstehrenzeichen für Offiziere nach 50 Dienstjahren
- Russischer Orden der Heiligen Anna II. Klasse
- Sankt-Stanislaus-Orden I. Klasse
- Herzoglich Sachsen-Ernestinischer Hausorden, Ritter